# Битка за Бердянск
Битката за Бердянск започва на 26 февруари 2022 г., по време на руското нападение над Украйна през 2022 г. Руските сили от южния фронт на път за подсилване обсадата на Мариупол превземат пристанищния град Бердянск.

## Хронология на събитията
След като руските сили превземат Мелитопол, те се придвижват на североизток към Токмак, който поставят под обсада, и на изток към Бердянск по пътя за Мариупол, който е атакуван от руски сили, движещи се от Донецка народна република, като част от офанзивата в Източна Украйна.
На 26 февруари руските войски превземат пристанището и летището на Бердянск.
На 27 февруари руското министерство на отбраната обявява, че е обграден Бердянск. По-късно същата вечер, около 18:00 часа е съобщено, че руски войници са влезли в града. Около 22:00 часа кметът на Бердянск Олександър Свидло обявява, че руските сили са поели контрола над всички административни сгради. Руски ракетни системи „Бук“ също са забелязани в Бердянск.
На 28 февруари Запорожката областна администрация съобщава, че руските войски са поели контрол над Бердянск и полицейското управление на града е разформировано, като се твърди, че градските власти отказват да сътрудничат на руснаците. Руското министерство на отбраната потвърждава, че руските войски са превзели града. По време на битката местните власти съобщават, че един човек е убит, а друг е ранен.
Според Свидло руските сили са напуснали града на 28 февруари, но отряд на руската военна полиция остава в града. Руските сили се придвижват към Мариупол, за да се присъединят към източната офанзива и да обкръжат града. С достигането на Мариупол силите от Херсонската офанзива установяват сухопътна връзка, свързваща Крим и Донецката народна република.